# Ogan Ilir
Ogan Ilir là một regency (huyện) thuộc tỉnh Nam Sumatra, Indonesia. Dân số của huyện là 356.983 người. Huyện lị nằm tại Indralaya. Huyện nằm cách tỉnh lị Palembang khoảng 35 km và có trường Đại học Srivijaya mang tên vương quốc Srivijaya trước đây. Ngoài ra, trên địa bàn Ogan Ilir còn có một số cơ sở giáo dục khác. Cư dân trong huyện chủ yếu là nông dân.

## Hành chính
Ogan Ilir được chia thành 17 kemacatan (phó huyện/xã):
1. Indralaya, Ogan Ilir|Indralaya]]
2. Indralaya Selatan
3. Indralaya Utara
4. Kandis
5. Lubuk Keliat
6. Muara Kuang
7. Payaraman
8. Pemulutan
9. Pemulutan Barat
10. Pemulutan Selatan
11. Rambang Kuang
12. Rantau Alai
13. Rantau Panjang
14. Sungai Pinang
15. Tanjung Batu
16. Tanjung Raja